# Nazionale maschile di calcio a 5 della Norvegia
La nazionale di calcio a 5 della Norvegia è, la selezione nazionale di Calcio a 5 della Federazione calcistica della Norvegia che rappresentano la Norvegia nelle varie competizioni ufficiali o amichevoli riservate a squadre nazionali. Dal 2018 il Commissario Tecnico è Silvio Crisari. Nel 2021 la Nazionale della Norvegia conquista per la prima volta in assoluto la prestigiosa Nordic Futsal cup in casa della Svezia.

## Rosa
Convocati per la Nordic Futsal Cup 2017.
| N. | Pos. | Giocatore            | Data nascita (età) | Pres. | Reti | Squadra           |
| -- | ---- | -------------------- | ------------------ | ----- | ---- | ----------------- |
|    | P    | Kenneth Rakvaag      | 20 agosto 1983     | 57    | 0    | Hulløy            |
|    | P    | Erland Tangvik       | 9 luglio 1997      | 0     | 0    | Utleira           |
|    | P    | Jørgen Vik           | 26 aprile 1990     | 0     | 0    | Sjarmtrollan      |
|    | D    | Petter Høvik         | 21 agosto 1991     | 3     | 0    | Porto San Giorgio |
|    | D    | Morten Ravlo         | 20 agosto 1982     | 55    | 12   | Utleira           |
|    | D    | Tobias Schjetne      | 21 agosto 1991     | 6     | 2    | Sjarmtrollan      |
|    | D    | Lars Røttingsnes     | 10 agosto 1993     | 3     | 0    | KFUM Oslo         |
|    | I    | Jonas Simonsen       | 16 giugno 1992     | 0     | 0    | Sjarmtrollan      |
|    | I    | Mathias Dahl Abelsen | 4 agosto 1994      | 6     | 2    | Vesterålen        |
|    | I    | Niklas Espegren      | 28 febbraio 1988   | 9     | 3    | Sandefjord        |
|    | I    | Andreas Fossli       | 28 luglio 1997     | 3     | 0    | Utleira           |
|    | I    | Jonas Wiseth         | 2 settembre 1987   | 30    | 3    | Utleira           |
|    | I    | Even Rogstad Kvalvær | 15 marzo 1999      | 0     | 0    | Utleira           |
|    | I    | Ayoub Blomberg       | 24 marzo 1992      | 0     | 0    | Canosa            |
|    | I    | Christopher Moen     | 26 giugno 1991     | 41    | 7    | Hulløy            |
|    | I    | Erlend Tjøtta Vie    | 29 novembre 1991   | 0     | 0    | Utleira           |
|    | PV   | Kim Rune Ovesen      | 24 giugno 1987     | 19    | 4    | Hulløy            |
|    | PV   | Eirik Valla Dønnem   | 21 luglio 1990     | 13    | 2    | Utleira           |

## Risultati nelle competizioni internazionali

### Campionato Mondiale
| Anno   | Luogo         | Piazzamento     | G | V | N | P | GF | GS |
| ------ | ------------- | --------------- | - | - | - | - | -- | -- |
| 1989   | Paesi Bassi   | Non presente    | - | - | - | - | -  | -  |
| 1992   | Hong Kong     | Non presente    | - | - | - | - | -  | -  |
| 1996   | Spagna        | Non presente    | - | - | - | - | -  | -  |
| 2000   | Guatemala     | Non presente    | - | - | - | - | -  | -  |
| 2004   | Taipei cinese | Non presente    | - | - | - | - | -  | -  |
| 2008   | Brasile       | Non presente    | - | - | - | - | -  | -  |
| 2012   | Thailandia    | Non qualificata | - | - | - | - | -  | -  |
| 2016   | Colombia      | Non qualificata | - | - | - | - | -  | -  |
| 2021   | Lituania      | Non qualificata | - | - | - | - | -  | -  |
| Totale |               | 0/9             | - | - | - | - | -  | -  |

### Campionato europeo
| Anno   | Luogo       | Piazzamento     | G | V | N | P | GF | GS |
| ------ | ----------- | --------------- | - | - | - | - | -- | -- |
| 1996   | Spagna      | Non presente    | - | - | - | - | -  | -  |
| 1999   | Spagna      | Non presente    | - | - | - | - | -  | -  |
| 2001   | Russia      | Non presente    | - | - | - | - | -  | -  |
| 2003   | Italia      | Non presente    | - | - | - | - | -  | -  |
| 2005   | Rep. Ceca   | Non presente    | - | - | - | - | -  | -  |
| 2007   | Portogallo  | Non presente    | - | - | - | - | -  | -  |
| 2010   | Ungheria    | Non presente    | - | - | - | - | -  | -  |
| 2012   | Croazia     | Non qualificata | - | - | - | - | -  | -  |
| 2014   | Belgio      | Non qualificata | - | - | - | - | -  | -  |
| 2016   | Serbia      | Non qualificata | - | - | - | - | -  | -  |
| 2018   | Slovenia    | Non qualificata | - | - | - | - | -  | -  |
| 2022   | Paesi Bassi |                 |   |   |   |   |    |    |
| Totale |             | 0/11            | - | - | - | - | -  | -  |